# Békefi Antal (zeneszerző)
Békefi Antal (Bakonyoszlop, 1926. május 19. – Szombathely, 1982. szeptember 27.) zeneszerző, zeneíró, karnagy, kántor, pedagógus.

## Élete
Középiskolai énektanári és egyházkarnagyi oklevelét a budapesti Zeneakadémián szerezte 1947 és 1949 között. Ezzel párhuzamosan kántortanító volt szülőfalujában 1950-ig. 1950–től 1959-ig általános iskolai ének-zenetanárként és karnagyként dolgozott Zircen, 1955 és 1957 között zeneszerzést tanult a budapesti Bartók Béla Zeneművészeti Szakiskolában. 1959-től haláláig tanított a szombathelyi Tanárképző Főiskolán, mint tanszékvezető tanár. A Kóta országos elnökségének és a Tanárképző Főiskolák Országos Bizottságának is tagja volt. Mint karnagy, fellépett Ausztriában és Csehszlovákiában is. Számos néprajzi, zenetörténeti, népzenei tárgyú cikke jelent meg, de emellett dalokat és kórusműveket is komponált.

## Emlékezete
A szombathelyi Jáki úti temetőben nyugszik, sírhelyét a Nemzeti Emlékhely és Kegyeleti Bizottság „A” kategóriában a Nemzeti Sírkert részévé nyilvánította.
Nevét Zircen könyvtár Bakonyszentkirályon általános iskola viseli.

## Gyermekoperái
- A kis aranykígyó (bem. 1951)
- A feneketlen tó (bem. 1959)
- A csodafű (bem. 1960)
- A tábori kukta (bem. 1966)
- A tarka kiscsibe (bem. 1967)

## Művei
- Bakonyi népdalok (2. bőv. kiad., Veszprém, 1977)
- A bakonyi szegényember dalai (Bp., 1966)
- Gyermekfoglalkozástan (Bp., 1966)
- Vasi népdalok (Szombathely, 1976)
- A kőfejtők dallamos munkarigmusai és jelzőkiáltásai (Bp., 1978)